# Посольство Украины в Швейцарии
Посольство Украины в Швейцарии — дипломатическое представительство (уровня посольства) Украины в Швейцарии. По совместительству представляет также интересы Украины в Княжестве Лихтенштейн. Находится в городе Берне. Посол с 17 ноября 2022 года Ирина Венедиктова.

## Задачи посольства

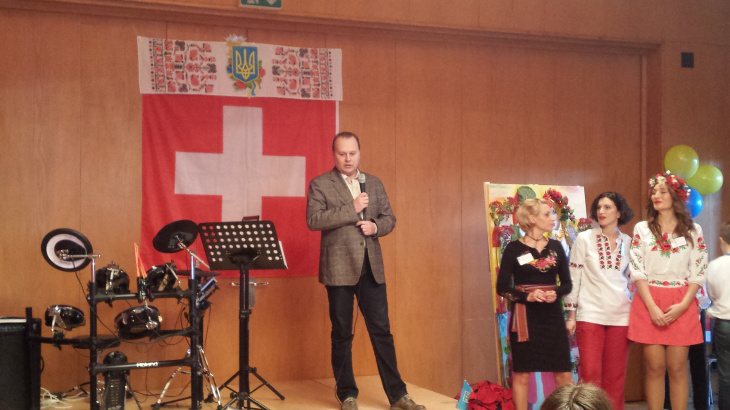
Концерт группы «Украинца в Берне» в Ваберн-Берне

Основными задачами посольства Украины в Берне является представление интересов Украины в Швейцарии, способствование развитию международных политических, экономических, культурных, научных и других связей между двумя странами, а также защита права и интересов граждан и юридических лиц Украины, которые находятся на территории Швейцарии. Посольство поддерживает культурные связи с украинской диаспорой. Посольство способствует развитию добрососедских отношений между Украиной и Швейцарией на всех уровнях, с целью обеспечения гармоничного развития взаимных отношений, а также сотрудничества по вопросам, представляющим взаимный интерес. Посольство выполняет также консульские функции.

## История

Сотрудники дипломатической миссии Украины в Швейцарии во главе с Евменом Лукасевичем (в центре).

Украинская Народная Республика возлагала особые надежды на дипломатические отношения со Швейцарией ввиду нейтралитета последней. Кроме того, ещё во времена Российской империи были открыты и функционировали консульские представительства этой страны в Киеве, Харькове и Одессе.
14 декабря 1917 года Юрий Гасенко получил мандат от Генерального секретариата Центральной рады Украинской Народной Республики на осуществление за рубежом специальной дипломатической миссии. В его задачи входило распространение публикаций об Украине в иностранных СМИ и разведка. В Швейцарии Гасенко создал совместное украино-швейцарское комерческое предприятие. Вместе с Михаилом Тышкевич в марте 1918 года инициировал в Женеве проведение пропаганды против Румынской аннексии Бессарабии. При этом Гасенко не являлся официальным послом Украины в Швейцарии.
Парламент Швейцарии в 1918 году признал существование Украинской дипломатической миссии в Берне, но в ранге официальной миссии. По дипломатическим правилам это означало, что миссия не связана с правительством УНР, но представляет его интересы в стране пребывания. В августе 1918 года миссия начала работу в качестве представителя интересов Украинской державы гетмана Павла Скоропадского), а после смены режима — как представитель интересов Директории Украинской Народной Республики.
Изначально миссия располагалась в Берне в доме № 4 по улице Глюкевени.
Первым главой украинской миссии был Евмен Кириллович Лукасевич, который получил медицинское образование в начале 1900-х годов в Цюрихе и имел много друзей и знакомых в Швейцарии. Это помогло ему быстро организовать работу миссии. Лукасевич организовал издание в Швейцарии информационного сборника «Украина». Но уже в начале сентября 1919 года он оставил дипломатическую работу и уехал в Польшу.
Одновременно с этим с 15 октября 1918 года до 1919 года в Цюрихе работало генеральное консульство, которое возглавлял Александр Валерианович Вилинский.
В конце 1919 года после прихода к власти Директории на должность посла в Швейцарии в ранге министра был назначен общественно-политический деятель и профессиональный дипломат барон Николай Николаевич Василько, который до этого успел побывать послом Западно-Украинской Народной Республики в Австрии. Интересно, что это единственный из дипломатических представителей УНР, имевший статус министра, что ещё раз подчёркивает значение, которое украинские власти придавали отношениям со Швейцарией. Фактически это был центр политической и информационной жизни Европы, здесь происходило формирование и финансирование миссий в других государствах. В августе 1923 года Василько был переведён на должность посла в Германии. С этого времени дипмиссия в Швейцарии начала терять свою особую роль в Центральной Европе. Новый посол в Берн так и не был назначен, и до окончания работы миссии в 1926 году обязанности её руководителя исполнял генеральный консул Зенон Курбас.
Существуют архивные свидетельства о работе Швейцарского посольства с местной прессой. В них отмечается информационное противостояние посольства с идеологическими противниками УНР, среди которых были и украинцы Владимир Яковлевич Степанковский, Михаил Сергеевич Грушевский.
Первым секретарём миссии в 1919—1921 годах был Станислав Константинович Старосольський.
В апреле 1925 году миссия переехала в дом № 41 по улице Бертольдштрассе.
После восстановления независимости Украины 24 августа 1991 года Швейцария и Лихтенштейн признали Украину 23 декабря 1991 года. 6 февраля 1992 года между Украиной и Швейцария, а также между Украиной и Лихтенштейном были установлены дипломатические отношения. В феврале 1993 года в Швейцарии было открыто украинское посольство.
В январе 1997 года в Женеве было открыто представительство Украины при отделении ООН.
Отдельного упоминание заслуживает архивный фонд миссии. Зенон Курбас в 1926 году после закрытия представительства обратился к местному юристу Эрнету фон Бергену, который ещё в ноябре 1921 года предложил посольству свои юридические услуги. Архивы хранились в семье Бергена до января 1969 года, когда его сын обратился в Швейцарский федеральный архив с предложением принять документы на хранение. В архиве фонд не пользовался популярностью, поэтому на него обратили внимание только в 1997 году при подготовке выставки, посвящённой пятилетию установлению дипломатических отношений. После переговоров 17 марта 1999 года документы были переданы украинской стороне.

## Послы
В списке в прямом хронологическом порядке представлены руководители дипломатического представительства Украинского государства в Швейцарии.
1. Евмен Кириллович Лукасевич (август 1918—сентябрь 1919)
2. Николай Николаевич Василько (конец 1919—август 1923)
3. Зенон Курбас[укр.] (август 1923—1926)
4. Андрей Андреевич Озадовский[укр.] (1992—январь 1993) временный поверенный
5. Александр Сергеевич Слипченко, посол в Швейцарии (1993—16 сентября 1997[8])
6. Нина Климовна Ковальская[укр.] посол в Швейцарии и в Лихтенштейне по совместительству (24 февраля 1998[9] — 14 июня 2000[10]; в Лихтенштейне — 20 октября 1998[11] — 14 июня 2000[10])
7. Евгений Романович Бершеда, посол в Швейцарии и в Лихтенштейне по совместительству (14 июня 2000[12] — 8 мая 2003[13]; в Лихтенштейне — 14 августа 2000[14] — 8 мая 2003[13])
8. Сюзанна Романовна Станик, посол в Швейцарии (12 сентября 2003[15] — 25 марта 2004[16])
9. Остап Игоревич Юхимович, временный поверенный в Швейцарской Конфедерации и в Княжестве Лихтенштейн по совместительству (2004—2008)
10. Игорь Юрьевич Дир[укр.], посол в Швейцарии и в Лихтенштейне по совместительству (28 февраля 2008[17] — 22 марта 2014[18]; в Лихтенштейне — 2 апреля 2009[19] — 22 марта 2014[18])
11. Остап Игоревич Юхимович, временный поверенный в Швейцарской Конфедерации и в Княжестве Лихтенштейн по совместительству (2014—2018)
12. Артём Сергеевич Рыбченко[укр.], посол в Швейцарии и в Лихтенштейне по совместительству (25 июня 2018[20] — 27 сентября 2022[21]; в Лихтенштейне — 11 августа 2021 — 27 сентября 2022[21])
13. Ирина Валентиновна Венедиктова, Посол в Швейцарии и в Лихтенштейне по совместительству (с 17 ноября 2022[22]; в Лихтенштейне — с 28 апреля 2023[23])

## Консульства
По состоянию на март 2021 года Украина имеет двух почётных консулов на территории Швейцарии: в городах Фрибур (в консульский округ входят кантоны Фрибур, Во, Вале, Невшатель, Женева, Юра) и Цуг (Аргау, Аппенцелль-Аусерроден, Аппенцелль-Иннерроден, Гларус, Граубюнден, Люцерн, Нидвальден, Обвальден, Санкт-Галлен, Тичино, Тургау, Ури, Цуг, Цюрих, Шаффхаузен, Швиц).